# 国鉄1260形蒸気機関車
1260形は、かつて日本国有鉄道の前身である鉄道省に在籍したタンク式蒸気機関車である。

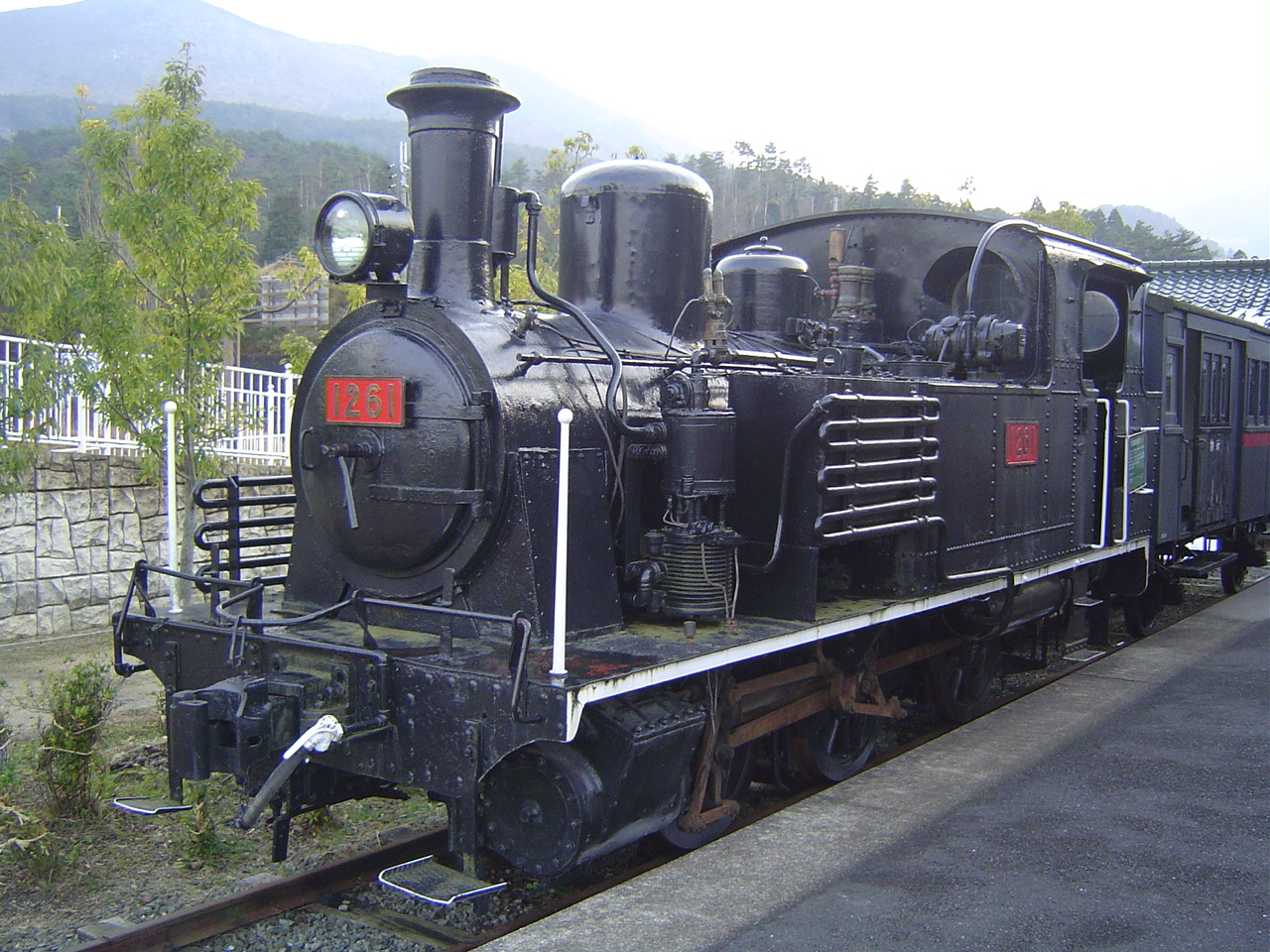
1261。原型に比して空気制動器の取り付けと側水槽の増量が行われている。

## 概要
元は、簸上鉄道（現在の西日本旅客鉄道木次線の一部）が1923年（大正12年）に日本車輌製造で2両（製造番号102, 103。5形（5, 6））を製造した、飽和式の2気筒単式の小型機関車で、1934年（昭和9年）に簸上鉄道が国有化されたのにともない、鉄道省籍となったものである。車軸配置0-6-0(C)のサイド・ウェルタンク・30t級機関車である。
原設計は、1895年（明治28年）・1901年（明治34年）英国ダブス製の1480形で、これを鉄道院から払い下げを受けた八幡製鉄所が1921年（大正10年）に同仕様で日車に3両を増加発注したのを契機に、動輪径の若干異なる同形機を製造して、各地の私鉄に売り込んだ。その一つが本形式である。
国有化後は、1260形（1260, 1261）に改番の上、鷹取工場の入換用に使用されたが、1943年（昭和18年）に両機とも大江山ニッケル鉱業に譲渡された。大江山ニッケル鉱業は同年、日本冶金工業に合併され、その傘下にあった加悦鉄道に車籍編入された。1260は、加悦鉄道の終点加悦駅と大江山鉱山を結ぶ専用線で使用されたが、1947年（昭和22年）に昭和電工魚津工場に譲渡された。一方の1261は、1947年4月に日本ニッケル鉄道（後の上武鉄道（2代））に貸し出され、1949年（昭和24年）3月に返却された。その後は加悦鉄道で使用され、廃車後は加悦SL広場で静態保存されていたが、２０２２年３月に移転された。

## 同形機
本形式の同形機は、最初となった八幡製鉄所の3両を皮切りに10両が1926年までに製造されている。その状況は次のとおりである。
- 1921年（3両）
  - 製造番号33 : 八幡製鉄所 300
  - 製造番号34 : 八幡製鉄所 301
  - 製造番号35 : 八幡製鉄所 309
- 1922年（2両）
  - 製造番号63 : 越後鉄道 16 → 鉄道省 1740
  - 製造番号64 : 越後鉄道 17 → 鉄道省 1741
- 1923年（2両）
  - 製造番号102 : 簸上鉄道 5 → 鉄道省 1260 → 大江山ニッケル鉱業（加悦鉄道） 1260 → 昭和電工
  - 製造番号103 : 簸上鉄道 6 → 鉄道省 1261 → 大江山ニッケル鉱業（加悦鉄道） 1261
- 1924年（1両）
  - 製造番号124 : 陸奥鉄道 5 → 鉄道省 1750
- 1926年（2両）
  - 製造番号148 : 茨城鉄道 1 → 茨城交通（茨城線） 11
  - 製造番号149 : 茨城鉄道 2 → 茨城交通（茨城線） 12

### 越後鉄道
越後鉄道（現在の東日本旅客鉄道越後線、弥彦線）へは、1922年製の2両が入り、16, 17と付番された。1927年（昭和2年）の越後鉄道国有化にともなって、1740形（1740, 1741）と改番された。この機関車の動輪径は1,067mmであったが、簸上鉄道のものに比べて側水槽が大きく、原形となった1480形並みの容量があった。
ブレーキ装置は真空ブレーキと手ブレーキであったが、国有化後に真空ブレーキは空気ブレーキに改められた。越後線などで使用されたが、1937年（昭和12年）に1両が札幌鉄道局に移動し、1942年（昭和17年）に2両とも廃車となった。

### 陸奥鉄道
陸奥鉄道（現在の東日本旅客鉄道五能線の一部）へは、1924年製の1両が入り、B形（5）と称した。1927年の陸奥鉄道国有化にともなって、1750形（1750）に改番された。この機関車の動輪径は1,118mmで、その分高さ関係の寸法が大きくなっている。ブレーキ装置は蒸気ブレーキと手ブレーキであったが、国有化後に蒸気ブレーキは空気ブレーキに改められた。
国有化後も仙台鉄道局管内にあって、郡山、弘前、盛岡等で使用されたが、1949年（昭和24年）に廃車解体された。

### 茨城鉄道
茨城鉄道（後の茨城交通茨城線）へは、1926年製の2両が開業用として用意され、1, 2と付番された。茨城交通成立後は、合併した旧・湊鉄道の機関車と番号の重複が生じたため、茨城線用の機関車を11から付番することとし、1948年（昭和23年）6月に11, 12と改番した。
その後、11は1958年（昭和33年）5月11日、12は1962年（昭和37年）5月10日付けで廃車され、いずれも解体された。

## 主要諸元
1260形の諸元を示す。
- 全長 : 8,307mm
- 全高 : 3,482mm
- 軌間 : 1,067mm
- 車軸配置 : 0-6-0(C)
- 動輪直径 : 1,070mm
- 弁装置 : ワルシャート式
- シリンダー（直径×行程） : 356mm×508mm
- ボイラー圧力 : 12.5kg/cm2
- 火格子面積 : 1.02m2
- 全伝熱面積 : 60.8m2
  - 煙管蒸発伝熱面積 : 54.7m2
  - 火室蒸発伝熱面積 : 6.1m2
- 小煙管（直径×長サ×数） : 45mm×2,824mm×154本
- 機関車運転整備重量 : 32.65t
- 機関車空車重量 : 26.45t
- 機関車動輪上重量（運転整備時） : 32.65t
- 機関車動輪軸重（第3軸） : 11.00t
- 水タンク容量 : 2.3m3
- 燃料積載量 : 1.00t
- 機関車性能
  - シリンダ引張力 : 6,390kg
- ブレーキ装置 : 蒸気ブレーキ（原形）、手ブレーキ → 空気ブレーキ（国有化後）